# 崇實大學
崇实大学（韩语：숭실대학교，英语：Soongsil University， SSU），是一所位於韩国首爾的基督教私立大学。 这里是韩国的最初综合性大学。

## 历史
1897年由美北长老会传教士裴伟良牧师（William M. Baird）在平壤建立4年制中学（崇實学堂）。 1905年，建立4年制本科学院，學校更名為聯合崇實大学。日韓合併後更名為崇實専門学校。1954年，朝鲜战争结束后，崇实大学在首尔重建。1957年，迁址到目前韩国首爾铜雀区。1971年，该校与原大田大學合并成崇田大學. 1982年，其大田廣域校园分离，成立韓南大學。1986年，崇田大學更名为崇實大學。

## 学科
| - 人文大学 - 基督敎学科 - 韩语韩文学科(国语国文学科) - 英语英文文学 - 德语德文学科 - 法语法文学科 - 汉语中文学科 - 日语日本学科 - 哲学科 - 史学科 - 平生教育学科 - 文艺创作学科 - 生活体育学科 - 自然科学大学 - 数学科 - 物理学科 - 化学科 - 情報统计保险数理学科 - 生命情報学科 - 法科大学 - 法学科 - Baird学部大学 - 金融学部 | - 社会科学大学 - 社会福祉学部 - 行政学部 - 政治外交学科 - 言論弘報学科 - 情報社会学科 - 经营大学 - 国際通商学科 - 经营学部 - 经济通商大学 - 经济学科 - 冒险中小企业学科 - 工科大学 - 環境化学工学科 - 有机新素材纤维工学科 - 电気工学部 - 机械工学科 - 产业情報组织工学科 - 建筑学部 - IT大学 - 电脑学部 - 情報通信电子工学部 - 全球性的媒体学部 |  |